# Hřebeny (Josefov)
Hřebeny (németül: Hartenberg) Josefov településrésze Csehországban a Karlovy Vary-i kerület Sokolovi járásában. Központi községétől 1,5 km-re északnyugatra fekszik. A 2001-es népszámlálási adatok szerint 34 lakóháza és 64 lakosa van.

## Nevezetességek
- Hartenberg várának romjai

## Képtár

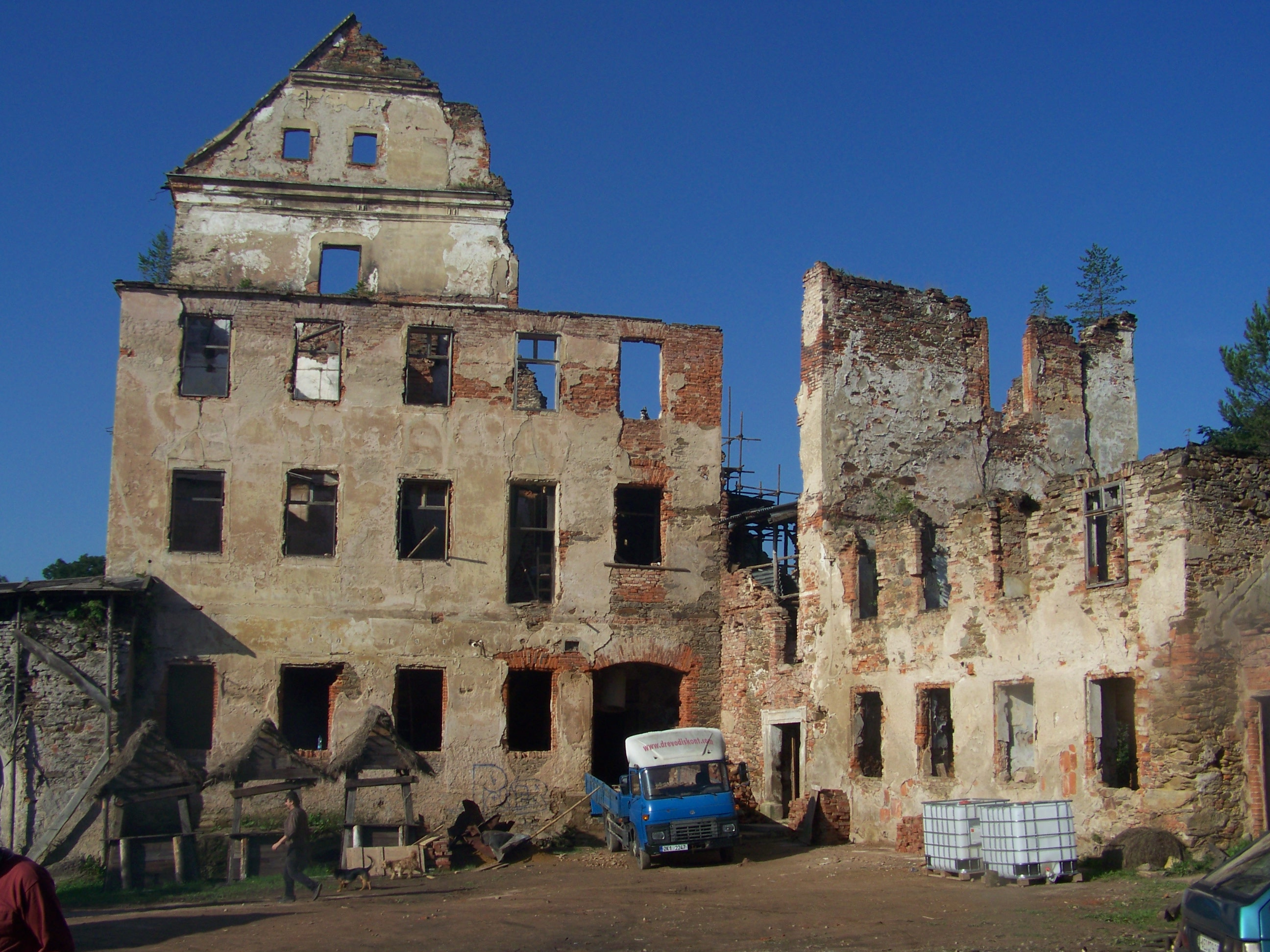
Hartenberg romjai
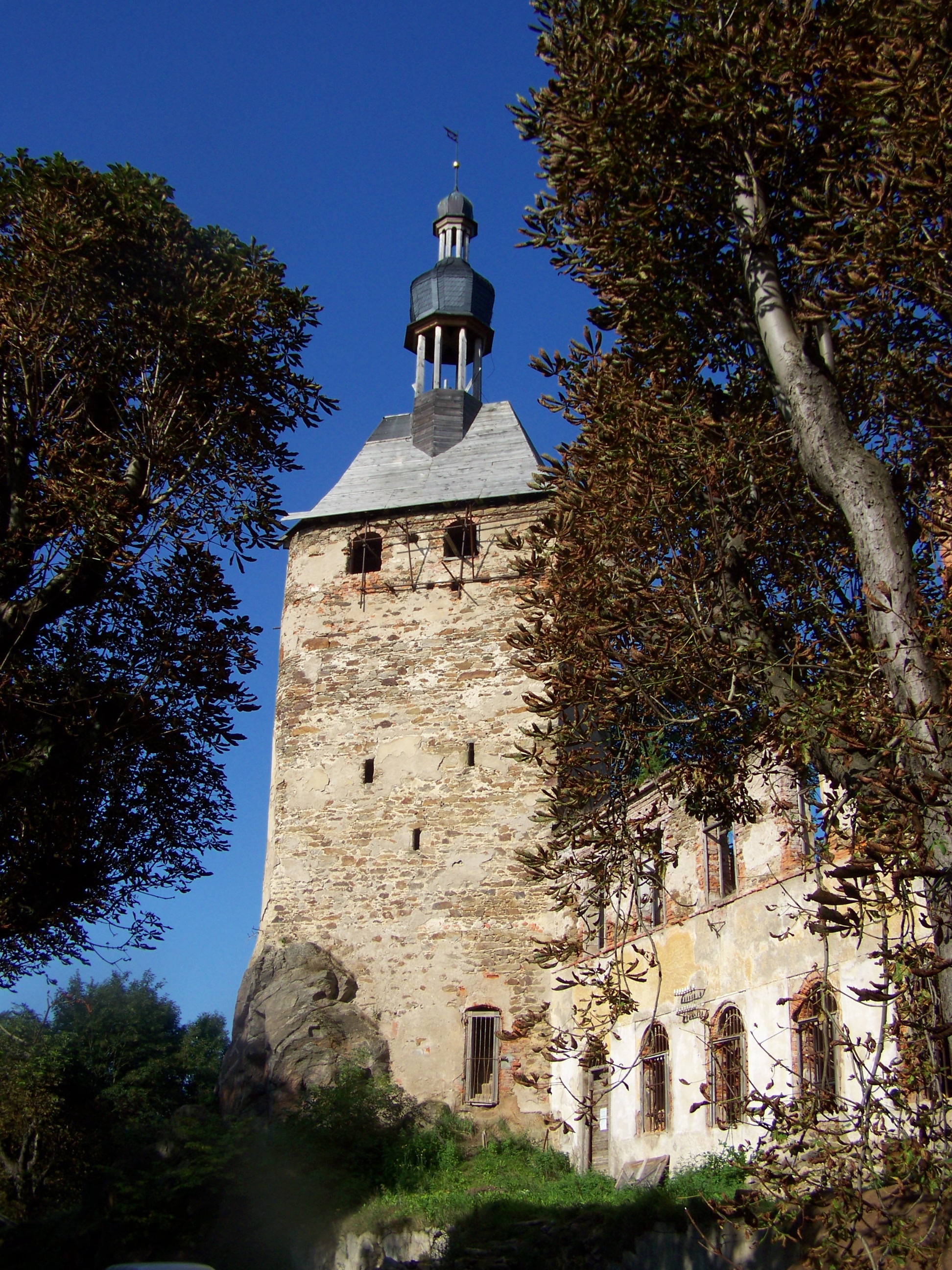
Hartenberg romjai
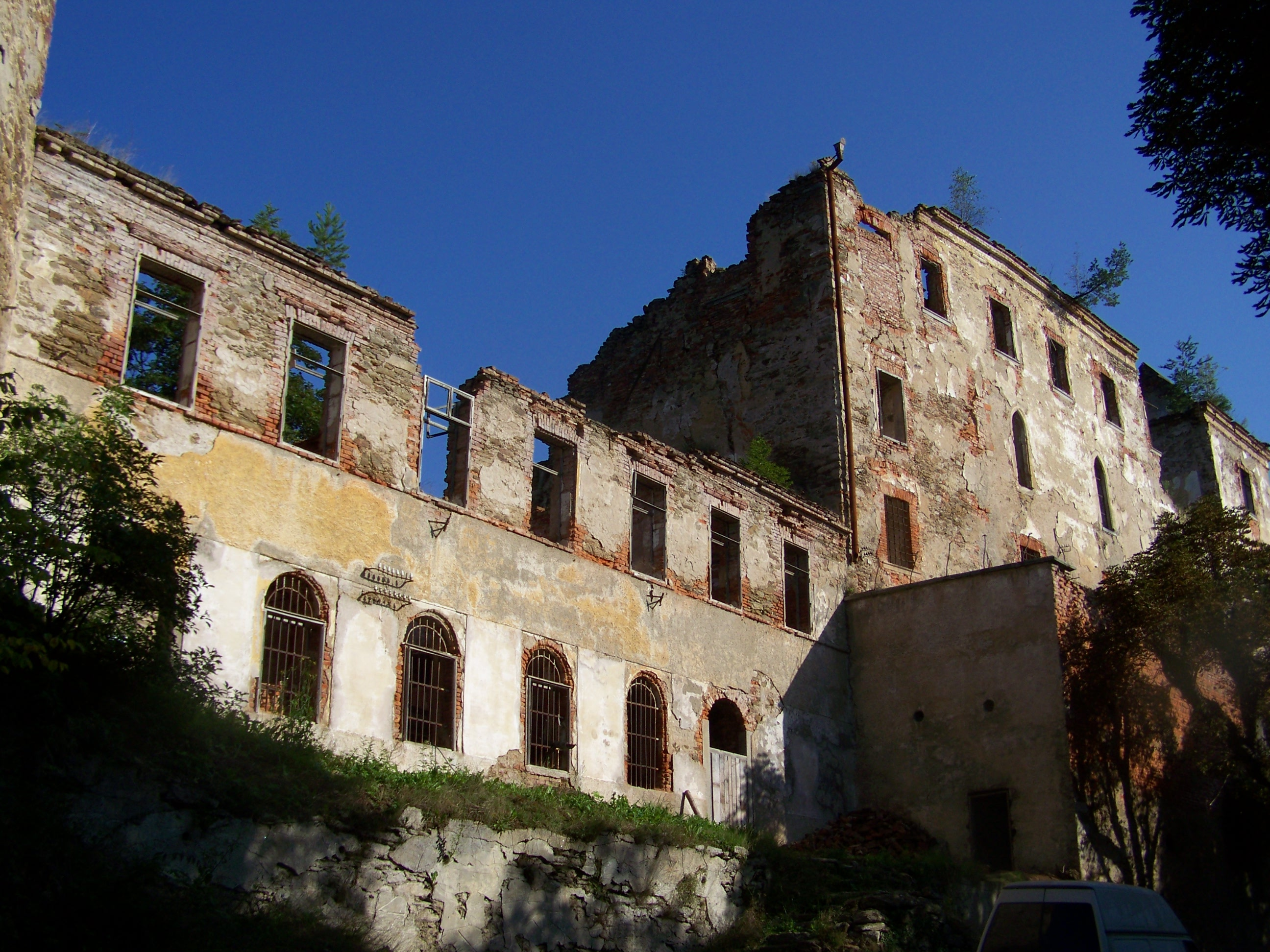
Hartenberg romjai
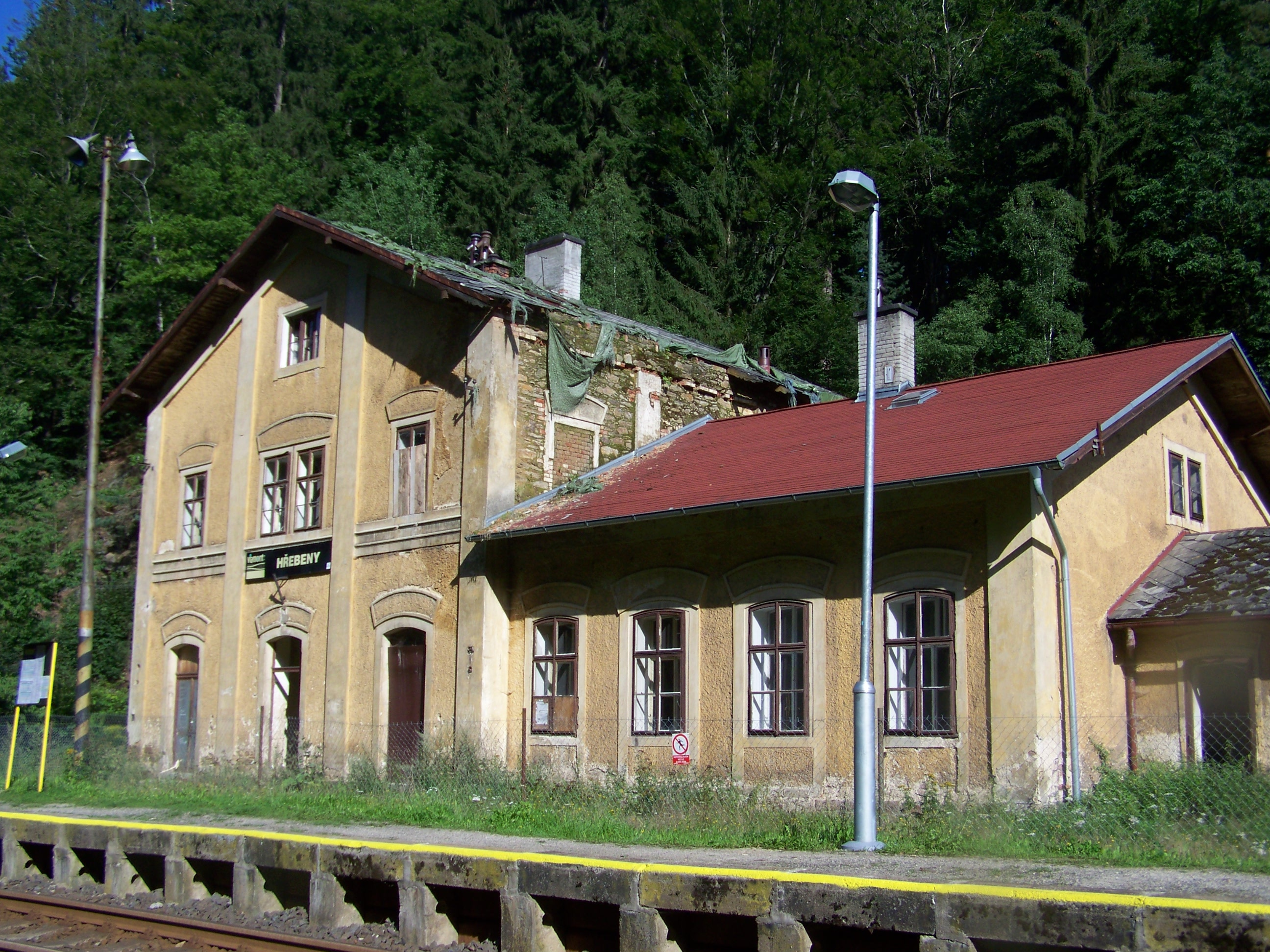
Vasútállomása
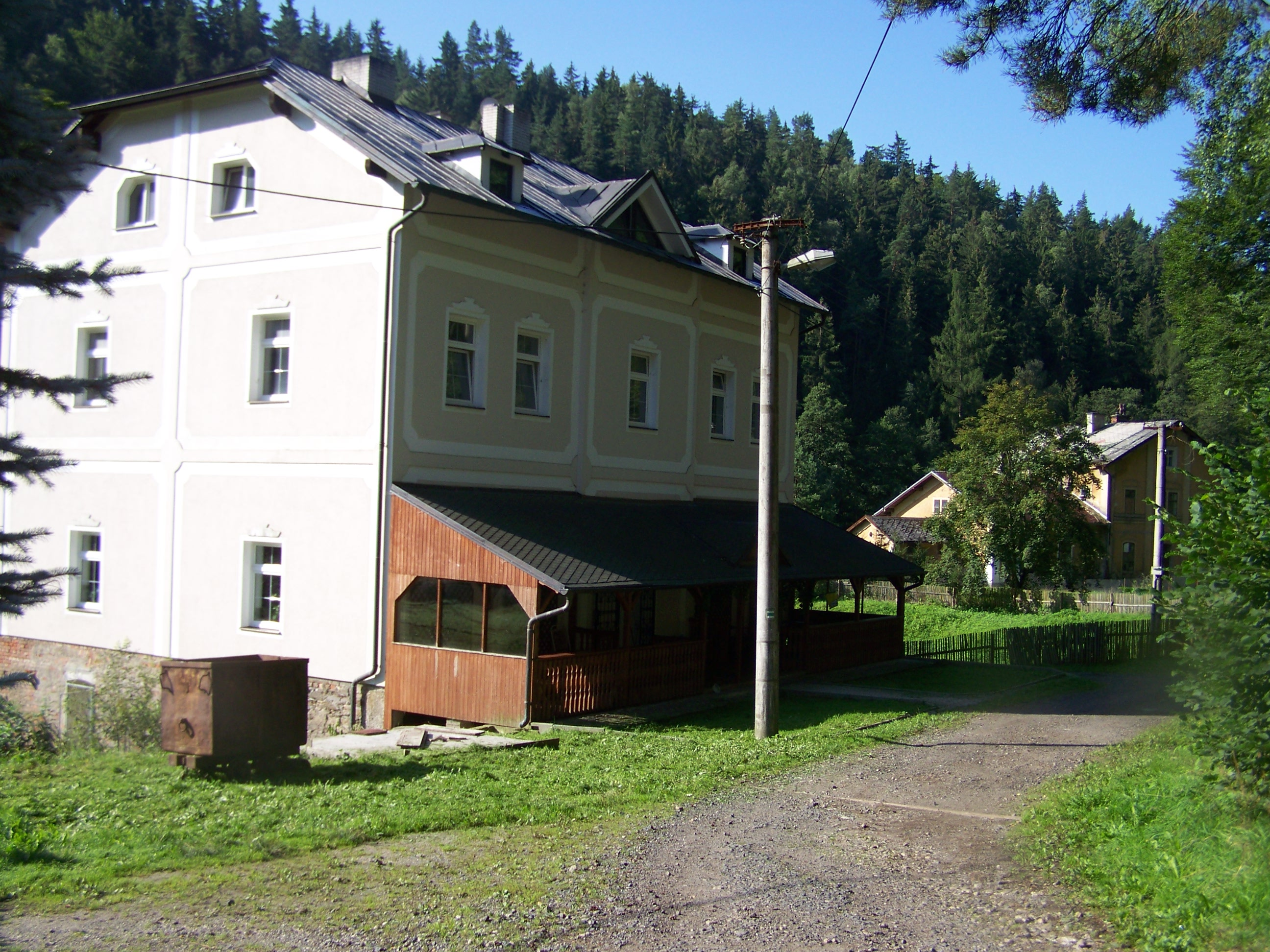
Utcarészlet
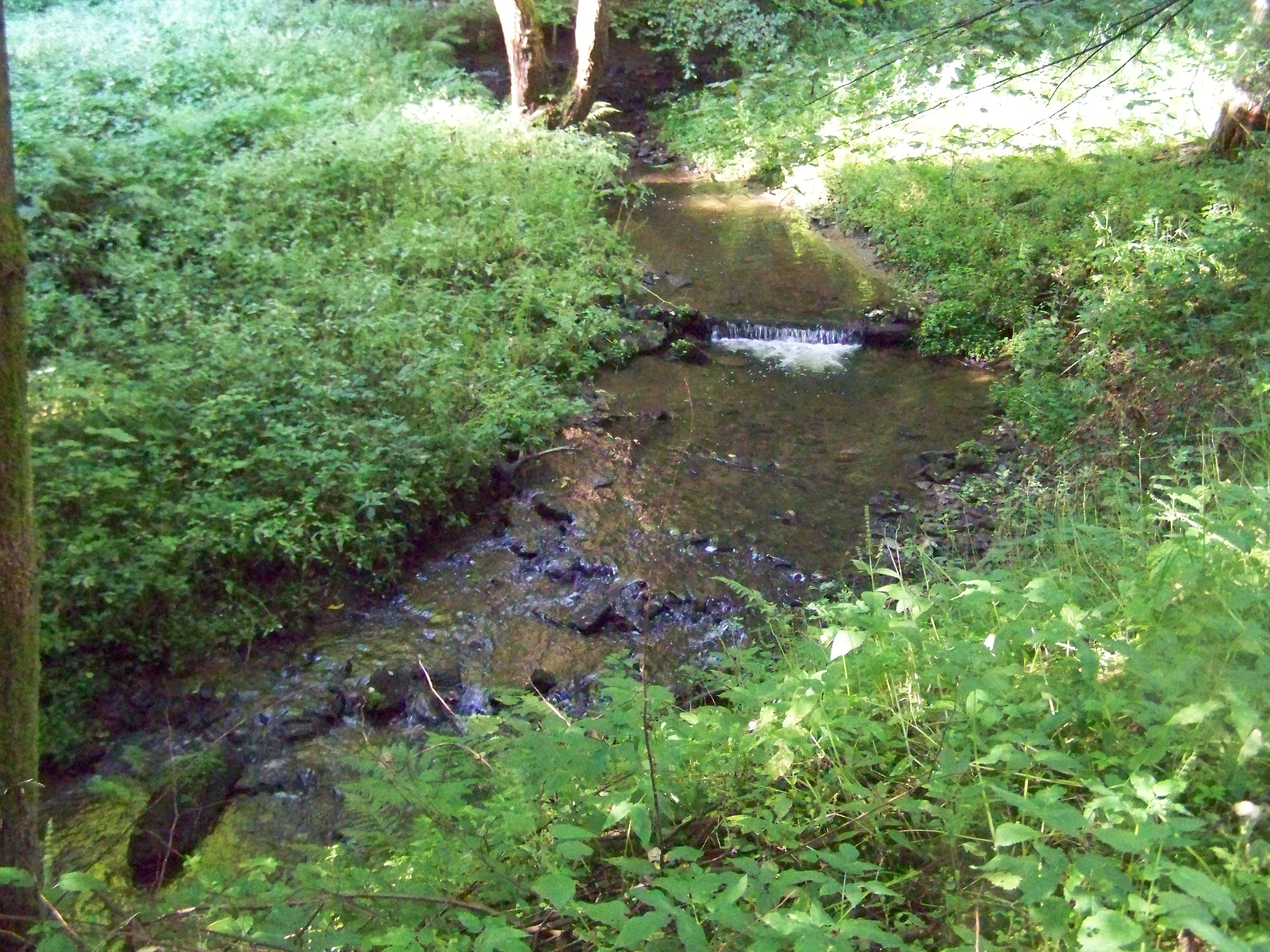
Dolinsky-patak